# Amazonia. Przygody małpki Sai
Amazonia. Przygody małpki Sai (ang.: Amazonia) – brazylijsko-francuski przygodowy dokument przyrodniczy z 2013 roku w reżyserii Thierry′ego Ragoberta. Film zrealizowany został w technologii 3D, a zdjęcia kręcono w Brazylii.

## Gatunki zwierząt pokazane w filmie
- 40 małp kapucynek
- leniwce
- jaguary
- wąż boa
- anakonda
- delfiny z Amazonki
- orły
- krokodyle
- wydry
- pancerniki

i inne zwierzęta Amazonii. 